# Baselios Marthoma Didymos Ier
« Didymos Ier » redirige ici. Pour Didymos I, le satellite de l'astéroïde (65803) Didymos, voir Dimorphos.
Baselios Marthoma Didymos Ier (né le 29 octobre 1921, et mort le 26 mai 2014) a été primat de l'Église malankare orthodoxe du 30 octobre 2005 au 1er novembre 2010.
Il a été consacré évêque le 24 août 1966.